# Bevrijdingsdok

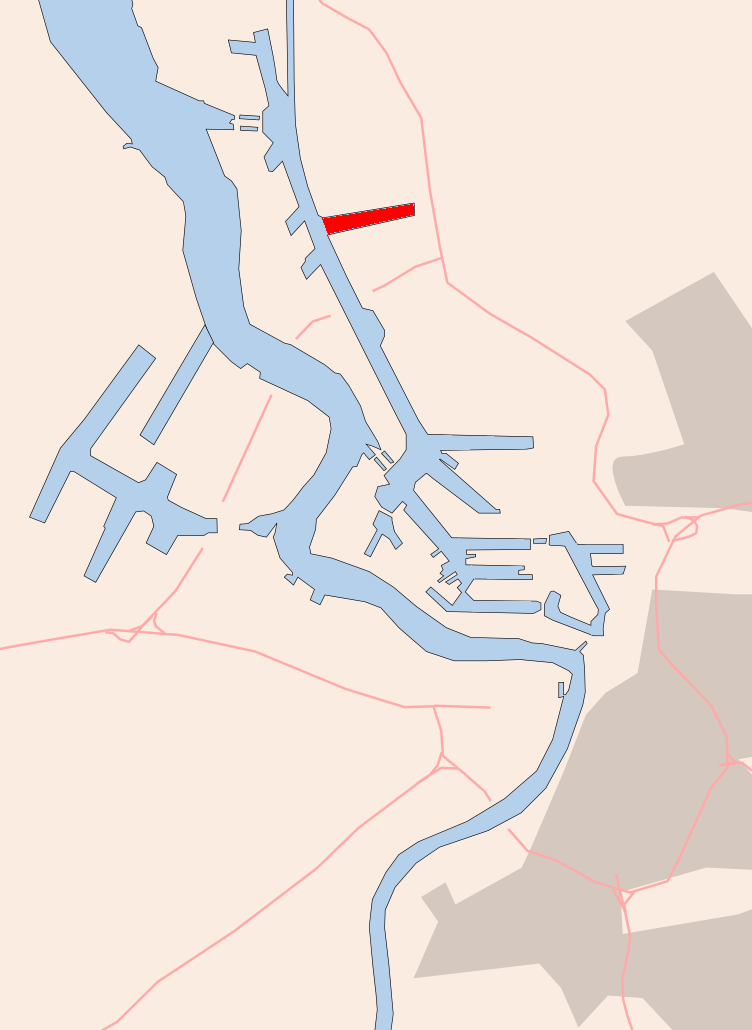
Locatie

Het Bevrijdingsdok (voorheen: Delwaidedok) is een dok in het noorden van de Antwerpse haven, aan het Kanaaldok B2, dat met de Schelde verbonden is via de Berendrecht- en de Zandvlietsluis.

## Technische gegevens

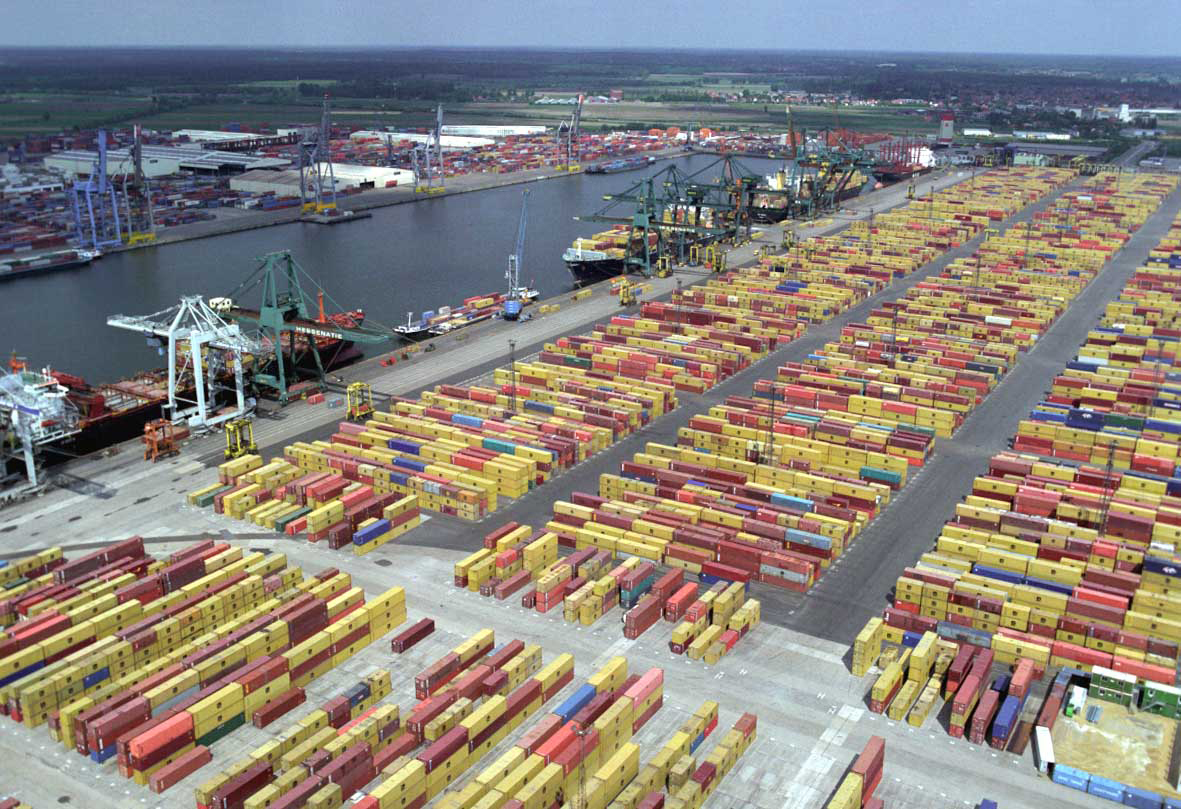
Zicht op de MSC Home Terminal aan het Bevrijdingsdok

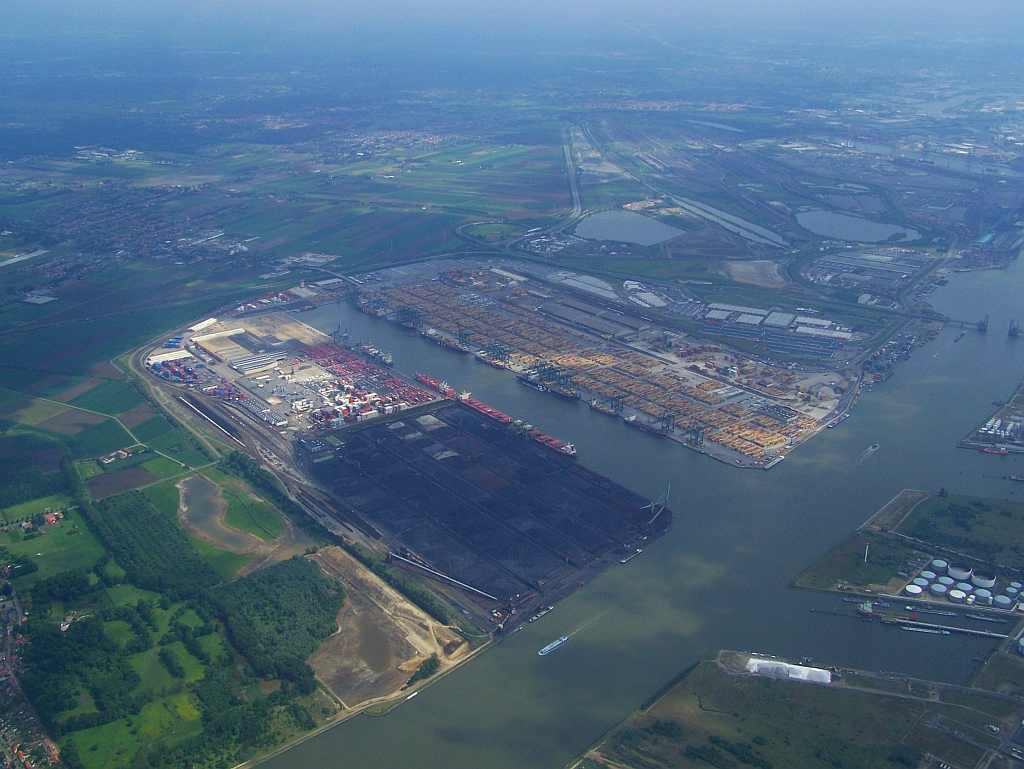
Luchtfoto van het Bevrijdingsdok uit mei 2008 toen het nog Delwaidedok heette.

Het dok werd gebouwd tussen 1974 en 1981 en werd aanvankelijk genoemd naar Leo Delwaide (1897-1978) die onder meer oorlogsburgemeester van Antwerpen en nadien havenschepen was. Het dok is 2200 m lang en 300 m breed aan de landzijde en 350 aan de kanaalzijde. Ze is 12,50 meter diep.
De kaailengte van het Bevrijdingsdok bedraagt aan beide zijden circa 2 kilometer (4,7 km kaailengte in totaal). Het laden en lossen gebeurt met walkranen en straddlecarriers. Deze "straddlers" rijden op en aan, en rijden door hun hoge constructie over de container heen, pikken hem op, en rijden ermee naar de plaats voor laden of naar de opslagplaatsen. Aan de noordelijke kaai, eigenlijk aan het Kanaaldok B2 al, zijn de laadplaatsen van Antwerp Bulk Terminal voor steenkool en erts. Meerdere 1000 tonners-binnenschepen hebben een vast contract en laden er aan kaai 750 steenkool voor de kolencentrales van Roux of Charleroi. Daarna komen ze leeg terug naar kaai 750 voor de volgende lading en reis.
Het Bevrijdingsdok is het grootste getijdevrije dok van de haven van Antwerpen.

## Naamsverandering
Op 15 februari 2019 besliste het Antwerpse schepencollege om de oorspronkelijke naam Delwaidedok te schrappen en het om te dopen naar Bevrijdingsdok omwille van onthullingen van historicus en UA-rector Herman Van Goethem. Hierbij zou Leo Delwaide een actievere rol bij de Jodenvervolging tijdens de Tweede Wereldoorlog hebben gespeeld dan werd aangenomen.
Naar aanleiding van de bevrijdingsfeesten van september 2019 werd het dok officieel hernoemd tot Bevrijdingsdok.
Op de Antwerpse rechteroever van de Schelde:
Albertdok · Amerikadok · Asiadok · Bevrijdingsdok · Bonapartedok · Churchilldok · Derde Havendok · Eerste Havendok · Graandok · Hansadok · Houtdok · Industriedok · Kanaaldok · 
Kattendijkdok · Kempisch dok · Kooldok · Leopolddok · Lobroekdok · Margueriedok · Marshalldok · Noordschippersdok · Petroleumdok · Sasdok · Schippersdok · Schuildok voor Lichters · Siberiadok · Steendok · Straatsburgdok · Suezdok · Tweede Havendok · Verbindingsdok · Vierde Havendok · Vijfde Havendok · Willemdok · Zesde Havendok · Zuiderdokken
Op de Oost-Vlaamse linkeroever van de Schelde:
Deurganckdok · Doeldok · Noordelijk Insteekdok · Saeftinghedok · Verrebroekdok · Vrasenedok · Waaslandkanaal · Zuidelijk Insteekdok